# Nanoespuma de carbono
A nanoespuma de carbono, descoberta em 2004, é a quinta variedade alotrópica do carbono conhecida. Ela tem como propriedades físicas a baixa densidade, baixa condutividade elétrica, e é ferromagnetica, ou seja, é atraída por ímãs. Ela também pode se transformar em um desses a temperaturas abaixo de -183 °C.